# Desmodium siamense
Desmodium siamense là một loài thực vật có hoa trong họ Đậu. Loài này được (Schindl.) Craib miêu tả khoa học đầu tiên.